# Peru News Agency - Andina
Peru News Agency - Andina o simplemente Andina, es una agencia de noticias de origen peruano, propiedad del Estado del Perú, es la versión anglohablante de Andina y está dirigida principalmente para los peruano-estadounidenses residentes en los Estados Unidos. Fue creada en 2016.

## Historia
Peru News Agency no depende de su versión en español Andina, aunque ambos diarios son producidos por  Editora Perú.
Fue generado el 2016 y lanzado al público en general en ese mismo año, durante el gobierno de Ollanta Humala. El gobierno peruano ha informado que además de mantener informado al público angloparlante en los Estados Unidos y Reino Unido, la agencia busca atraer posibles inversionistas y visitantes provenientes de la anglosfera.